# Nachal Jachci'el
Nachal Jachci'el (hebrejsky: נחל יחציאל) je krátké vádí v Dolní Galileji, v severním Izraeli.
Začíná v nadmořské výšce necelých 100 metrů, na východních svazích hřbetu Ramat Porija, východně od vesnice Porija Ilit. Pak vádí směřuje k východu a rychle sestupuje do příkopové propadliny Galilejského jezera, přičemž míjí lokální silnici 7667. Do jezera ústí cca 6 kilometrů jihojihovýchodně od centra města Tiberias, jižně od křižovatky ha-Aksanija, na níž z dálnice číslo 90 odbočuje silnice 7677.